# 耳阿卷叶蛛
耳阿卷叶蛛（学名：Ajmonia aurita）为卷叶蛛科阿卷叶蛛属的动物。在中国大陆，分布于新疆等地，主要栖息于草丛、果园以及农田。该物种的模式产地在新疆。